# Aquacultural Engineering
Aquacultural Engineering is een internationaal, aan collegiale toetsing onderworpen wetenschappelijk tijdschrift op het gebied van de
agrarische techniek en de visserij.
De naam wordt in literatuurverwijzingen meestal afgekort tot Aquac. Eng.